# Metrodoros von Stratonikeia
Metrodoros von Stratonikeia (altgriechisch Μητρόδωρος Mētródōros; * wohl zwischen 170 und 165 v. Chr.; † nach ca. 110 v. Chr.) war ein antiker griechischer Philosoph im Zeitalter des Hellenismus. Er war Mitglied der Platonischen Akademie in Athen.

## Leben
Aus welcher der Städte namens Stratonikeia er stammte, ist unbekannt. Er gehörte zunächst der Schule der Epikureer an. Seine dortigen Lehrer waren der Scholarch (Schulleiter) Apollodor mit dem Beinamen Kepotyrannos und wahrscheinlich Diogenes von Tarsos. Wegen einer Meinungsverschiedenheit mit Apollodor verließ er die Schule. Er schloss sich der Platonischen Akademie an, die sich damals in der Phase der „Jüngeren (skeptischen) Akademie“ befand und von dem berühmten Skeptiker Karneades geleitet wurde. Anscheinend war Metrodoros lange Schüler des Karneades. Er ist der einzige bekannte Epikureer der Antike, der jemals zu einer rivalisierenden Schule überwechselte. Einer Bemerkung Ciceros ist zu entnehmen, dass Metrodoros um 110 v. Chr. noch lehrte; danach verliert sich seine Spur. Eine nur fragmentarisch überlieferte Angabe aus der Chronik Apollodors von Athen über Karneadesschüler, die „nicht in der Stadt“ (Athen) lehrten, bezieht sich nach heutigem Forschungsstand nicht auf Metrodoros.
Nach den Angaben des Philodemos war Metrodoros aufgrund seiner Lebensführung und seiner Überzeugungskraft eine bedeutende Persönlichkeit, zeichnete sich aber nicht durch Liebenswürdigkeit aus. Philodemos erwähnt zwei seiner Schüler, die ebenfalls Metrodoros hießen; der eine stammte aus Kyzikos, der andere – falls der Text des Papyrus-Fragments richtig ergänzt ist – aus Pitane.

## Lehre
Da keine Schriften des Metrodoros erhalten geblieben sind, liegen zu seiner Lehre nur die spärlichen Angaben vor, die sich den wenigen ihn erwähnenden Quellen entnehmen lassen.
Metrodoros äußerte seine Überzeugung, er sei unter den zahlreichen Schülern des Karneades der einzige, der dessen Lehre richtig verstanden habe. Da Karneades keine Schriften hinterlassen hatte, waren seine Schüler auf ihr Gedächtnis und ihre Aufzeichnungen aus seinem Unterricht angewiesen. Eine zusätzliche Schwierigkeit ergab sich dabei aus der Natur des Skeptizismus, den Karneades vertrat.
Die Kernthese des akademischen Skeptizismus besagt, es sei niemand gelungen, ein gesichertes, nachweisliches Wissen über irgendeine Frage der Philosophie zu erlangen. Dies ergebe sich daraus, dass jede „dogmatische“, mit einem Wahrheitsanspruch verbundene philosophische Lehre widerlegt oder zumindest als bloße unbewiesene Meinung entlarvt werden könne. Daher habe man sich als Philosoph prinzipiell der „Zustimmung“ (synkatáthesis) zu Eindrücken und Folgerungen, die sich aufzudrängen scheinen, zu enthalten. Alle Tatsachenbehauptungen seien in der Philosophie zu unterlassen. Nur im praktischen Leben, wo man ständig Entscheidungen treffen muss und dafür ein Kriterium benötigt, sei es unumgänglich, eine Annahme für plausibler zu halten als eine andere und sich dementsprechend zu verhalten. Diese pragmatische Haltung dürfe aber nicht zu der Meinung verführen, man könne die Richtigkeit der Annahme philosophisch stichhaltig beweisen und habe damit einen nachprüfbaren Zugang zu einer objektiven Wahrheit gewonnen.
Karneades berücksichtigte dabei den naheliegenden Einwand, dass der Skeptizismus alles in Zweifel ziehe außer sich selbst. Als konsequenter Skeptiker betrachtete er auch sein eigenes Denken skeptisch. Daher pflegte er die Festlegung auf einen eigenen Standpunkt zu umgehen. In seinen kritischen Erörterungen fremder Lehrmeinungen untersuchte er nur die Ansichten anderer Philosophen und ließ die Frage offen, wie er selbst über die besprochenen Probleme dachte. Dies führte dazu, dass sein Schüler Kleitomachos, der später selbst Scholarch wurde, klagte, er habe nie herausfinden können, was sein Lehrer für richtig hielt.
Unter diesen Umständen war es unvermeidlich, dass die Schüler des Karneades zu unterschiedlichen Auffassungen über das richtige Verständnis seiner Philosophie gelangten. Eine radikale Richtung, deren Hauptvertreter Kleitomachos war, betonte, man könne zwar pragmatisch annehmen, etwas sei plausibler als etwas anderes, doch seien alle derartigen Meinungen philosophisch gleichermaßen belanglos. Ein Philosoph solle sich keine Meinung zu eigen machen. Niemals dürfe man philosophisch behaupten, eine Annahme sei richtig und man habe somit einen Sachverhalt objektiv korrekt erfasst. Das „Erfassen“ (katálēpsis) war ein zentraler Begriff in der Erkenntnistheorie der Stoa, einer mit der Platonischen Akademie rivalisierenden Schule, die behauptete, das richtige Erfassen von Tatsachen ermögliche gesichertes Wissen.
Der Standpunkt des Metrodoros war demjenigen des Kleitomachos entgegengesetzt. Er meinte, Karneades habe – zu Recht – gelehrt, nicht alles sei unerfassbar, sondern es gebe Aussagen, denen man im Sinne der Behauptung ihrer objektiven Richtigkeit „zustimmen“ dürfe. Was Metrodoros für erfassbar hielt und wie er das begründete, ist jedoch unbekannt. Sicher ist nur, dass seine Auffassung eine Aufweichung des Skeptizismus bedeutete und mit der Position des Kleitomachos unvereinbar war.
Philon von Larisa, ein Schüler des Kleitomachos und dessen Nachfolger als Scholarch, wandte sich vom radikalen Skeptizismus ab und gelangte zu einer gemäßigten Position. Wie Metrodoros meinte er, dass es erfassbare Sachverhalte gebe. Der Altertumswissenschaftler Charles Brittain hat aus dieser Übereinstimmung der beiden Philosophen gefolgert, es habe innerhalb der Akademie eine „philonisch/metrodorische“ Richtung gegeben. Ein entschiedener Gegner der Hypothese einer philonisch/metrodorischen Schulrichtung ist John Glucker. David Sedley nimmt an, dass Metrodoros nach dem Tod des Kleitomachos die maßgebliche Autorität für die Auslegung der Philosophie des Karneades wurde und dass er Philon zeitweilig stark beeinflusste.

## Rezeption
Noch in der Spätantike wusste man von Metrodoros. Der Kirchenvater Augustinus schrieb, Metrodoros habe versucht, die Akademie zu einem Bekenntnis zur authentischen Lehre Platons zurückzuführen. Der Überlieferung zufolge habe Metrodoros als erster ausdrücklich eingeräumt, dass der Skeptizismus nur eine Waffe im Kampf gegen die Stoiker und nicht die wirkliche Position der Akademie gewesen sei, was bereits in Philodems Index Academicorum ausgesagt scheint. Augustinus war zu Unrecht der Ansicht, der akademische Skeptizismus habe von Anfang an nur dem Zweck der antistoischen Polemik gedient und sei nicht ehrlich gemeint gewesen. Die eigentliche Lehre der Akademie sei auch in der Epoche des Skeptizismus stets die platonische Ontologie geblieben, die man nur zeitweilig verborgen habe, um die Stoa wirksamer bekämpfen zu können.